# Pierino Gavazzi
Pier-Mattia „Pierino“ Gavazzi (* 4. Dezember 1950 in Provaglio d’Iseo, Brescia) ist ein ehemaliger italienischer Radrennfahrer und ehemaliger Sportlicher Leiter.
Pierino Gavazzi war von 1973 bis 1992 Profi und einer der dominierenden Sprinter im Peloton. Der größte Erfolg seiner langen Laufbahn war der Sieg bei Mailand–Sanremo im Jahre 1980. Dreimal – 1978, 1982 und 1988 – wurde er zudem italienischer Meister im Straßenrennen. Als Sprinter konnte er zahlreiche Etappen gewinnen und vordere Plätze bei Punktewertungen von Rundfahrten erringen. Das Rennen Giro delle Marche konnte er 1976 gewinnen. 1979 gewann er den Giro di Campania. 1985 gewann er zum Saisonauftakt das Rennen Nizza–Alassio. Insgesamt konnte er in seiner Laufbahn als Berufsfahrer 60 Siege erringen.
Von 2006 bis 2009 war Gavazzi Sportlicher Leiter des Radsportteams Amore & Vita-McDonald's.
Pierino Gavazzi ist der Vater der Radrennfahrer Mattia und Nico Gavazzi. Er ist nicht verwandt mit dem Radprofi Francesco Gavazzi.

## Palmarès (Auswahl)
1974
- eine Etappe Giro d’Italia

1975
- drei Etappen und zwei Halbetappen Volta Ciclista a Catalunya

1976
- zwei Etappen Volta Ciclista a Catalunya
- Gesamtwertung Giro delle Marche

1977
- eine Etappe Giro d’Italia
- Gesamtwertung und eine Etappe Giro di Puglia

1978
- zwei Etappen Tour de Romandie
- eine Etappe Giro d’Italia
- Italienischer Straßenmeister
- Mailand–Turin

1979
- Gesamtwertung Giro di Campania

1980
- Mailand–Sanremo
- eine Etappe Giro di Puglia
- eine Etappe Giro d’Italia
- Giro di Romagna
- Paris-Brüssel

1981
- eine Etappe Giro d’Italia
- Giro dell’Emilia
- Gran Premio Montelupo

1982
- eine Etappe Giro di Puglia
- eine Etappe Tour de Suisse
- Italienischer Straßenmeister
- Giro del Veneto
- Giro dell’Emilia

1983
- Giro della Provincia di Reggio Calabria
- zwei Etappen Giro di Puglia

1984
- Tre Valli Varesine
- Giro di Romagna
- Trofeo Pantalica

1985
- Trofeo Matteotti

1987
- eine Etappe Settimana Ciclistica Internazionale Siciliana

1988
- Italienischer Straßenmeister

1989
- Trofeo Laigueglia